# Выйка
Выйка — река в России, протекает в Чудовском районе Новгородской области. Устье реки находится в 134 км по правому берегу реки Волхов. Длина реки составляет 18 км. Около устья ширина реки — 30 метров, глубина — 2 метра.
На реке стоят деревни Грузинского сельского поселения Мелехово и Переход.

## Данные водного реестра
По данным государственного водного реестра России относится к Балтийскому бассейновому округу, водохозяйственный участок реки — Волхов, речной подбассейн реки — Волхов. Относится к речному бассейну реки Нева (включая бассейны рек Онежского и Ладожского озера).
Код объекта в государственном водном реестре — 01040200612102000018769.